# Karlstein am Main
Karlstein am Main (chính thức là Karlstein a. Main) là một đô thị nằm ở huyện Aschaffenburg, Regierungsbezirk Unterfranken, thuộc bang Bayern, Đức.